# Long Beach (Californie)
Pour les articles homonymes, voir Long Beach.
 (février 2025).
Si vous disposez d'ouvrages ou d'articles de référence ou si vous connaissez des sites web de qualité traitant du thème abordé ici, merci de compléter l'article en donnant les références utiles à sa vérifiabilité et en les liant à la section « Notes et références ».
Long Beach est une ville située dans le sud du comté de Los Angeles (Californie) sur la côte Pacifique des États-Unis.

## Géographie
Son centre-ville est situé à 30 km au sud de Downtown Los Angeles. Le port de Long Beach est l'un des ports les plus grands et des plus actifs du monde. La ville compte 466 742 habitants en 2020, ce qui en fait la sixième ville de Californie et la seconde du comté par le nombre d'habitants après Los Angeles. Long Beach est la plus grande ville de banlieue des États-Unis et la ville la plus peuplée qui ne soit pas un siège de comté.
C'est l'une des grandes villes les plus cosmopolites du pays selon le recensement de 2004 : en particulier, elle comporte la seconde plus grande population de Cambodgiens en dehors d'Asie (après Paris), et les quartiers jouxtant Anaheim Street sont quelquefois appelés Little Phnom Penh. D'ailleurs, le nom officiel de ce quartier est Cambodia Town.
Le R.M.S. Queen Mary est à quai à Long Beach depuis sa mise hors service en 1967 et est utilisé à présent comme hôtel, palais des congrès et attraction touristique. L'aquarium du Pacifique, un établissement de recherches de classe mondiale, est une autre destination touristique importante. C'est aussi à Long Beach que se trouve l'université d'État de Californie à Long Beach (CSULB), l'un des plus grands campus de l'université d'État de Californie ainsi que le siège de ce système.
La ville de Signal Hill forme une enclave au milieu de celle de Long Beach.

## Histoire
Long Beach était originellement occupée par les Amérindiens Tongvas, qui y avaient installé un village. Celui-ci disparut dans la première moitié du XIXe siècle.
Le Rancho los Cerritos, une partie du plus grand Rancho Los Nietos, lequel avait été offert par le roi d'Espagne à un soldat, Manuel Nieto ; fut acheté en 1843 par John Temple (en), un Yankee qui était arrivé en Californie en 1827. Peu de temps après il y construisit ce qui est aujourd'hui connu sous le nom de Los Cerritos Ranch House, une maison de terre cuite qui existe encore et est devenue un National Historic Landmark. Temple créa un ranch qui lui amena rapidement la prospérité et qui fit de lui l'homme le plus riche du comté. John Temple et son ranch jouèrent tous les deux un rôle important à l'échelle locale durant la Guerre américano-mexicaine.
En 1866, Temple vendit Rancho Los Cerritos à la compagnie de Flint, Bixby & co, dirigée par les frères Thomas et Benjamin Flint, et leur cousin Lewellyn Bixby, pour la somme de 20 000 $. Plus tard la même année la compagnie choisit le frère de Lewellyn, Jotham Bixby, surnommé le Père de Long Beach, pour organiser leur ranch du sud, et trois ans plus tard Jotham acheta la propriété qui formerait plus tard la Bixby Land Company. Ce fut durant cette période que le Rancho Los Cerritos fut converti en un ranch d'élevage de moutons. Dans les années 1870, 30 000 moutons vivaient dans le ranch et étaient tondus deux fois chaque année pour pourvoir de la laine à vendre. En 1880, Bixby vendit 16 km2 du ranch à William E. Willmore, qui le subdivisa dans l'espoir de créer une communauté fermière, Willmore City. Il échoua cependant et le terrain fut acheté par la Long Beach Land and Water Company. Ils changèrent le nom de la communauté en Long Beach, qui fut incorporée en tant que ville en 1888. Lorsque Bixby mourut en 1916 le reste des 14 km2 du Rancho Los Cerritos fut subdivisé pour donner naissance aux quartiers de Bixby Knolls (en), California Heights, North Long Beach et une partie de la ville de Signal Hill.
Dans les années 1920, du pétrole a été découvert dans la ville et à Signal Hill. Grâce aux gisements, en 1930, la Californie extrayait près du quart de la production mondiale de pétrole. Dans les décennies qui suivirent, la plupart des puits fermèrent, et d’autres furent ouverts, encerclés par la croissance urbaine.
La ville grandit en tant que communauté balnéaire (le Pike était l'un des parcs d'amusement de la côte les plus connus entre 1910 et les années 1960) puis comme une ville pétrolière, de la Marine et enfin comme un port. La ville fut surnommée Iowa by the sea à cause d'un apport important de personnes venant de l'État de l'Iowa et d'autres États du Midwest. Les immenses pique-niques qui étaient organisés pour les personnes venant de chaque État étaient un évènement populaire à Long Beach jusqu'aux années 1960.
Le tremblement de terre de 1933 était d'une magnitude de 6,3 sur l'échelle de Richter et causa d'importants dégâts à la ville et aux environs. La plupart d'entre eux eurent lieu sur des bâtiments dont la maçonnerie n'était pas renforcée, en particulier les écoles. Cent vingt personnes périrent au cours de cette catastrophe.

### Débuts de l'industrie du film muet
L'un des endroits où l'industrie du film débuta en Californie du sud fut Long Beach. Balboa Amusement, une compagnie de production, aussi connue sous le nom de Balboa Studios, utilisa 45 000 m2, dans la ville de Signal Hill, pour filmer des décors en plein air. Les stars du film silencieux qui vécurent à Long Beach furent Roscoe Arbuckle et Theda Bara. Le film Cleopatre (1917), avec Theda Bara, fut tourné à Dominguez Slough juste à l'ouest de Long Beach, et Moïse fit ouvrir en deux la mer Rouge pour la version de 1923 en noir et blanc de The Ten Commandments sur la côte de Seal Beach, dans les environs de la ville.

## Géographie

### Démographie
Population des dix villes de Californie les plus peuplées (2016)
| Groupe            | Long Beach | Californie | États-Unis |
| ----------------- | ---------- | ---------- | ---------- |
| Blancs            | 46,1       | 57,6       | 72,4       |
| Autres            | 20,3       | 17,0       | 6,2        |
| Afro-Américains   | 13,5       | 6,2        | 12,6       |
| Asiatiques        | 12,9       | 13,1       | 4,8        |
| Métis             | 5,3        | 4,9        | 2,9        |
| Amérindiens       | 0,8        | 1,0        | 0,9        |
| Océaniens         | 1,1        | 0,4        | 0,2        |
| Total             | 100        | 100        | 100        |
|                   |            |            |            |
| Latino-Américains | 40,8       | 37,6       | 16,7       |

Selon l'American Community Survey pour la période 2010-2014, 54,65 % de la population âgée de plus de cinq ans déclare parler l'anglais à la maison, 32,66 % déclare parler l'espagnol, 3,57 % le khmer, 3,07 % le tagalog, 0,73% le vietnamien, 0,67 % une langue polynésienne et 3,98 % une autre langue.
| 1890 | 1900  | 1910   | 1920   | 1930    | 1940    |
| ---- | ----- | ------ | ------ | ------- | ------- |
| 564  | 2 252 | 17 809 | 55 593 | 142 032 | 164 271 |

| 1950    | 1960    | 1970    | 1980    | 1990    | 2000    |
| ------- | ------- | ------- | ------- | ------- | ------- |
| 250 767 | 334 168 | 358 879 | 361 498 | 429 433 | 461 522 |

| 2010    | 2020    | - | - | - | - |
| ------- | ------- | - | - | - | - |
| 462 257 | 466 742 | - | - | - | - |

### Climat
| Mois                                  | jan.    | fév.    | mars    | avril   | mai     | juin    | jui.    | août    | sep.    | oct.    | nov.    | déc.    | année           |
| ------------------------------------- | ------- | ------- | ------- | ------- | ------- | ------- | ------- | ------- | ------- | ------- | ------- | ------- | --------------- |
| Température minimale moyenne (°C)     | 8,3     | 9,1     | 10,7    | 12,2    | 14,4    | 16,3    | 18,3    | 18,6    | 17,7    | 15,1    | 10,9    | 8,1     | 13,3            |
| Température moyenne (°C)              | 13,9    | 14,2    | 15,5    | 17,1    | 18,6    | 20,4    | 22,8    | 23,5    | 22,8    | 20,2    | 16,7    | 13,7    | 18,3            |
| Température maximale moyenne (°C)     | 19,7    | 19,3    | 20,3    | 21,9    | 22,8    | 24,5    | 27,4    | 28,4    | 28      | 25,4    | 22,5    | 19,3    | 23,3            |
| Record de froid (°C) date du record   | −4 1963 | 1 1965  | 1 1964  | 3 1975  | 4 1964  | 8 1967  | 11 1960 | 13 1978 | 10 1965 | 4 1972  | 1 1958  | −2 1990 | −4 1963         |
| Record de chaleur (°C) date du record | 34 2003 | 33 2016 | 37 1988 | 41 1989 | 40 2004 | 43 1981 | 43 2018 | 41 1967 | 44 2010 | 44 1961 | 38 1966 | 33 1958 | 44 1961 et 2010 |
| Précipitations (mm)                   | 73,4    | 76,7    | 41,9    | 14,2    | 6,6     | 1,8     | 1,3     | 0,3     | 2       | 13,5    | 19      | 54,6    | 305,3           |
| Nombre de jours avec précipitations   | 6       | 6,5     | 5,5     | 2,9     | 1,6     | 0,7     | 0,6     | 0,1     | 0,5     | 2,3     | 3,1     | 5,2     | 35              |
| Humidité relative (%)                 | 64,7    | 66,9    | 67,2    | 65,4    | 68,2    | 69,6    | 68,3    | 68,5    | 69,2    | 67,6    | 67,1    | 66,2    | 67,4            |

| Diagramme climatique                                  |             |              |              |             |             |             |             |         |              |            |             |
| J                                                     | F           | M            | A            | M           | J           | J           | A           | S       | O            | N          | D           |
| 19,78,373,4                                           | 19,39,176,7 | 20,310,741,9 | 21,912,214,2 | 22,814,46,6 | 24,516,31,8 | 27,418,31,3 | 28,418,60,3 | 2817,72 | 25,415,113,5 | 22,510,919 | 19,38,154,6 |
| Moyennes : • Temp. maxi et mini °C • Précipitation mm |             |              |              |             |             |             |             |         |              |            |             |

## Jumelages
Taoyuan (municipalité spéciale de Taïwan) (Taïwan)
 Yokkaichi (Japon)
 Mombasa (Kenya)
 Qingdao (Chine)
 Phnom Penh (Cambodge)
 Sochi (Russie)
 Bacolod (Philippines)

## Commerce et transport

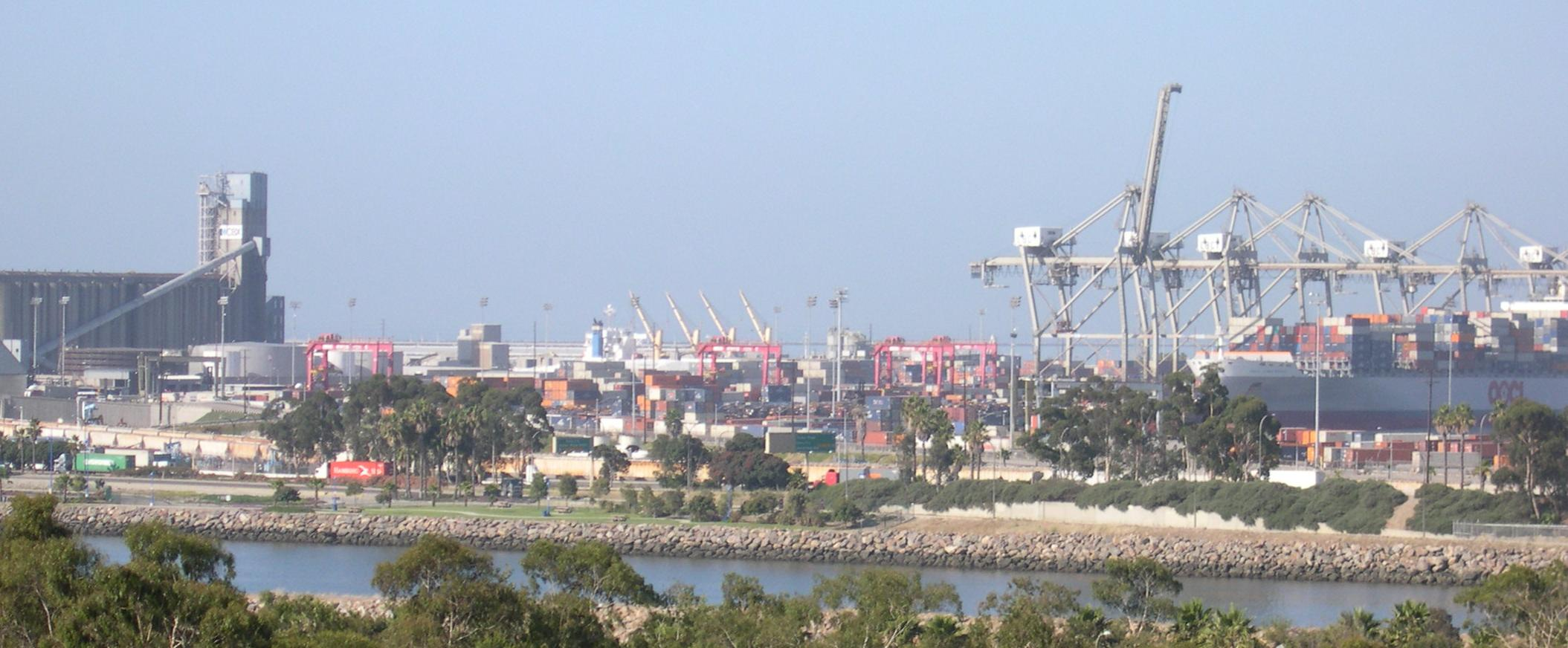
Le port de Long Beach.

Le port de Long Beach et le port de Los Angeles, si on les réunit, forment le port le plus important des États-Unis et l'un des plus importants du monde.
Les lignes de chemin de fer Union Pacific et Burlington Northern Santa Fe transportent la moitié des marchandises depuis le port. Long Beach a contribué au projet Alameda Corridor pour augmenter la capacité des lignes ferroviaires, des routes et autoroutes connectant le port aux réseaux de transport de Los Angeles. Long Beach est aussi le terminus sud de la ligne A du métro de Los Angeles qui rejoint l'hôtel de ville de Long Beach au centre-ville de Los Angeles.
L'aéroport municipal de Long Beach dessert Long Beach, Los Angeles et le comté d'Orange.

## Tourisme

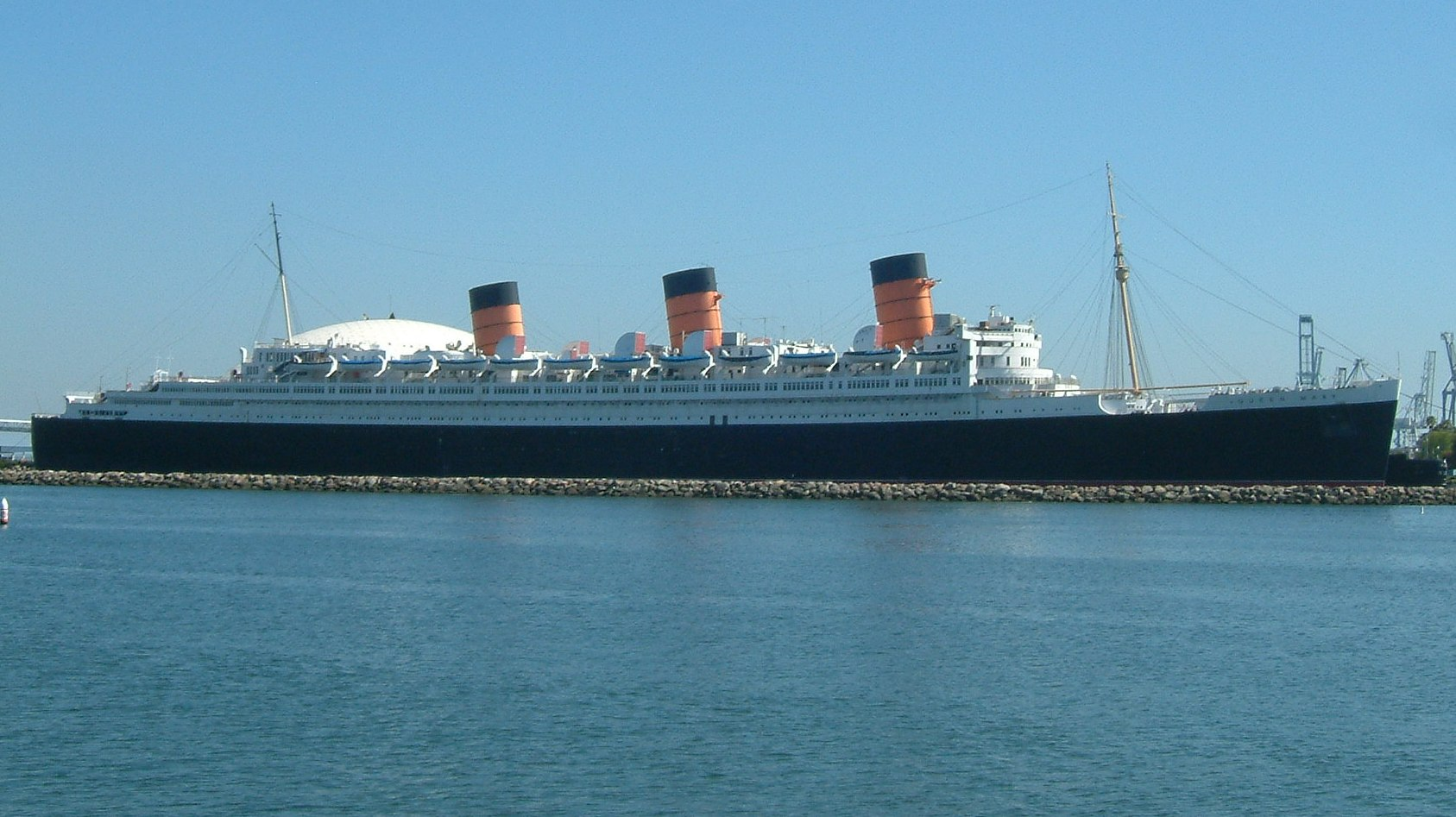
Le Queen Mary à Long Beach.

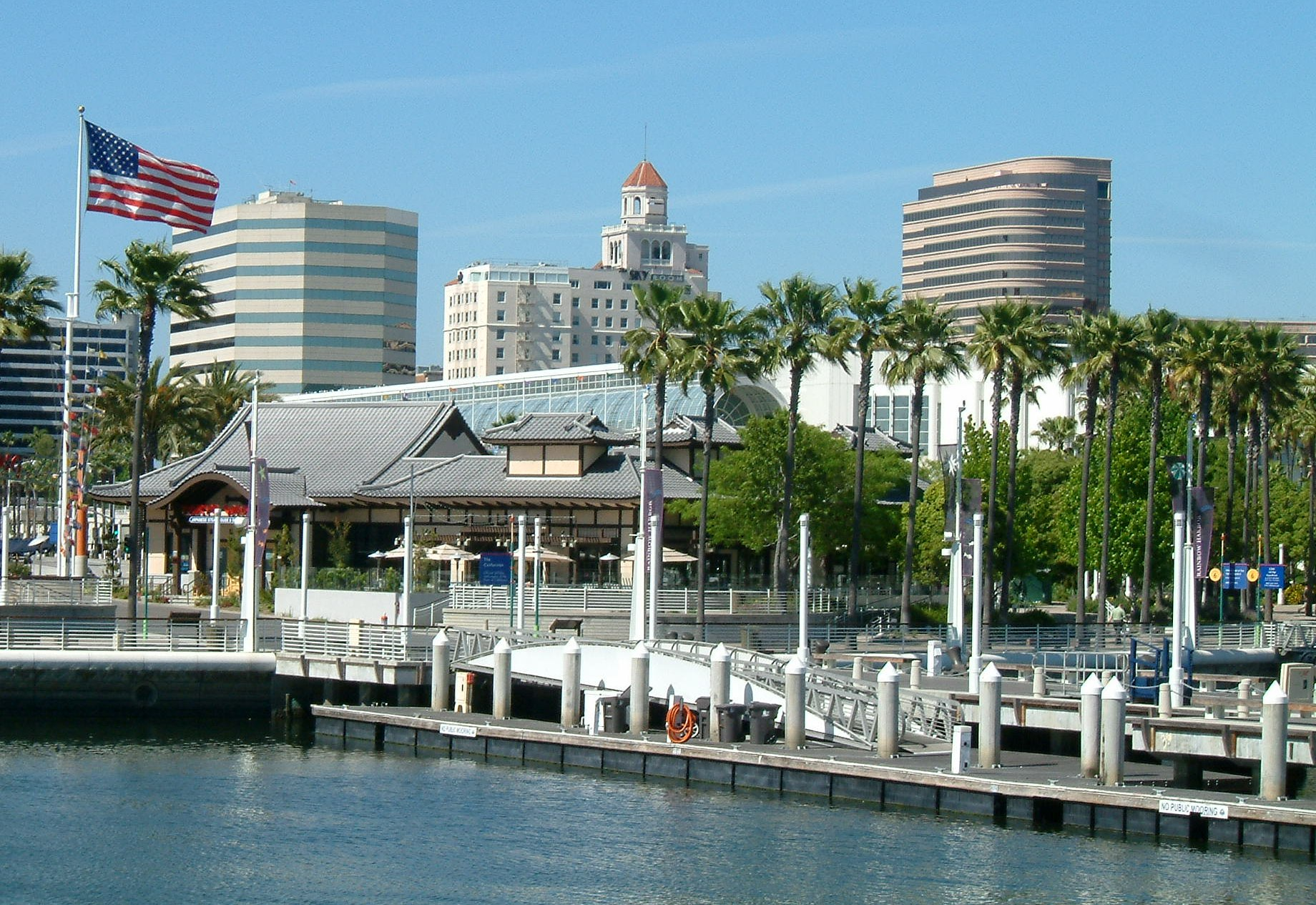
Secteur touristique près de l'aquarium du Pacifique.

- Le Queen Mary

- L'aquarium du Pacifique

- Le sous-marin soviétique B-427